# Cellule comuniste combattenti
Le Cellule Comuniste Combattenti il cui nome completo era le Cellule Comuniste Combattenti per la Costruzione dell'Organizzazione Combattente dei Proletari erano un'organizzazione rivoluzionaria armata marxista-leninista belga. Tutta la loro attività politica e militare era tesa a far emergere e a far sviluppare un potente movimento proletario organizzato, per la liquidazione del sistema capitalistico e per la costruzione del socialismo.

## Storia ed ideali
L'organizzazione viene fondata nel 1983 in Belgio da alcuni militanti comunisti belgi intenzionati che volevano realizzare una rivoluzione comunista in Belgio, per rovesciare la monarchia belga ed il sistema economico capitalista della nazione belga, per creare una stato comunista 
che governasse la nazione belga.

### il Maoismo delle CCC
Le Cellule comuniste furono un'organizzazione armata che aderì al comunismo di tipo Maoista, che si differenziava dagli altri movimenti comunisti operai, poiché anteponeva il proletariato agricolo a quello operaio industriale come la vera avanguardia rivoluzionaria del proletariato sfruttato dalla borghesia capitalista. Le tesi delle Cellule Comuniste si rifacevano al pensiero di Mao Tse Tung, il quale sostenne il ruolo della classe contadina nella rivoluzione, in contrasto con il marxismo classico che voleva appoggiarsi al proletariato cittadino. Il Maoismo anche se appoggiava gli operai delle fabbriche che vivevano nelle città, sosteneva che la rivoluzione proletaria doveva partire dai lavoratori agricoli e dalle campagne rurali, ed al tempo stesso la società social-comunista avrebbe dovuto ridimensionare la produzione industriale, per realizzare la riforma agraria e la ridistribuzione delle terre, che erano considerate il punto principale della rivoluzione maoista. Inoltre nel marxismo leninismo si parte dalla coscienza di classe a cui segue la rivoluzione proletaria con l'azione militare, mentre nella teoria maoista la rivoluzione proletaria era strettamente connessa alla pratica militare, e lo stesso Mao Tse Tung aveva una sua massima che recitava "Il potere politico viene dalla canna del fucile", e per questo motivo le Cellule Comuniste ripresero le idee maoiste per fare rivolte ed azioni armate violente in Belgio.

### le prime azioni violente dell'organizzazione
Il militante comunista belga Pierre Carrette nel 1976 fonda un comitato in difesa dei militanti comunisti che compivano azioni armate in Europa e creando fin da subito un'alleanza con la RAF tedesca, arrivando il 16 marzo del 1978 ad occupare l'ambasciata olandese in Belgio per manifestare la solidarietà con i guerriglieri comunisti tedeschi, che erano stati arrestati in Germania Ovest, ed erano detenuti nel carcere duro tedesco. Lo stesso giorno in cui il Collettivo Comunista assaltò l'ambasciata olandese a Bruxelles, avvenne in contemporanea un episodio clamoroso, che seppure non era legato direttamente al Collettivo Comunista belga, fece però scalpore in tutto il mondo: le Brigate Rosse italiane rapirono l'onorevole Aldo Moro mentre stava viaggiando con la scorta a via Fani a Roma, ed il sequestro di Aldo Moro, venne realizzato dai brigatisti rossi per realizzare una rivoluzione comunista in Italia, e questa azione rivoluzionaria compiuta da un organizzaione armata comunista che riuscì a rapire un capo di stato in Italia, diede entusiasmo ai membri del Collettivo Comunista, i quali mentre erano intenti ad occupare l'ambasciata olandese in Belgio, dichiararono il loro appoggio alle Brigate Rosse italiane, poiché secondo le loro tesi, sequestro di Aldo Moro il era il preludio della rivoluzione comunista in tutta Europa. La Polizia Belga intervenne per far sgomberare l'ambasciata dai membri del collettivo, e l'azione energica dei poliziotti belgi, portò a numerosi arresti e denunce tra i militati del Collettivo, ma i membri dell'organizzazione comunista erano convinti che la rivoluzione social-comunista sarebbe stata prossima in Europa, poiché la situazione internazionale alla fine del decennio del 1970, mostrava che il campo social-comunista era in vantaggio su quello capitalista, e le azioni armate delle Brigate Rosse in Italia e della RAF in Germania ispirarono una parte dei comunisti belgi, che da azioni di protesta pacifica, decisero di passare alla lotta armata. Secondo le tesi dell'ideologo comunista Carrette, il Belgio era in una situazione pre-rivoluzionaria, causata dai numerosi scioperi portati avanti dalla classe operaia belga durante il periodo 1973-1985, e che erano concatenati dalla crisi internazionale capitalista che aveva portato il paese belga ad una crisi economica interna in quel momento storico. La crisi economica capitalista del 1973, fece si che in molti paesi del mondo, compreso il Belgio, si formarono governi e movimenti di protesta che avevano posizioni apertamente socialiste sia di tipo social-democratico sia di tipo social-comunista, e secondo le tesi delle cellule comuniste la rivoluzione mondiale era prossima anche nel paese belga. Seguendo queste idee,  i membri delle future Cellule Comuniste, Nel 1979 piazzano una bomba che esplode vicino all'auto del generale Alexander Haig, che però rimase totalmente illeso. L'attentato dinamitardo seppur fallimentare, colpì fortemente l'opinione pubblica, e mise molta preoccupazione sia al governo belga sia alla NATO, e questa azione armata venne rivendicata prima come Brigate Julien Lahanut, a cui seguì un'altra rivendicazione firmata Commando Andreas Baader, e seppur molto rudimentale, fu il primo attentato violento delle future cellule comuniste combattenti che seppur fondate ufficialmente nel 1983, iniziarono le loro azioni alla fine del 1979.

### la rivista Sovversione
Nel 1982 nasce la rivista sovversione che sarà il giornale delle organizzazioni comuniste belghe, francesi e tedesche in quel periodo storico che erano l'Action directe, i Nuclei Armati per l'Autonomia Popolare e la Rote Armee Fraktion, che erano state quasi interamente incarcerate all'inizio del decennio 1980.

### Il Collettivo Linea Rossa
Nel 1983 viene fondato il Collettivo Linea Rossa, che univa alcuni fuoriusciti dal Partito Comunista del Belgio a nuovi militanti giovanili, che seguivano l'esempio dei collettivi autonomi operai che esistevano in Italia in quel periodo, teorizzavano la lotta armata contro lo stato belga considerato capitalista, attraverso la tattica della guerriglia urbana prima e delle azioni armate violente in seguito.

### Le fine e l'arresto dei membri delle CCC a seguito delle azioni dalla Polizia e Gendarmeria
Le Cellule Comuniste compirono azione armate ed omicidi contro personaggi ed aziende belghe che erano capitaliste e legate alla NATO, che secondo l'organizzazione era il braccio armato del capitalismo statunitense in Europa. La crisi economica capitalista del 1973, fece si che in molti paesi del mondo, compreso il Belgio, si formarono governi e movimenti di protesta che avevano posizioni apertamente socialiste sia di tipo social-democratico sia di tipo social-comunista, e secondo le tesi delle cellule comuniste la rivoluzione mondiale era prossima anche nel paese belga. Inoltre il Belgio e una realtà nazionale composta in maniera plurilinguistica e multiculturale, poiché il Regno del Belgio e composto da valloni, tedeschi e fiamminghi, e quindi secondo gli ideali delle cellule comuniste, la nazione belga era potenzialmente trasformabile in uno stato repubblicano comunista che sarebbe stata anche conciliabile con il internazionalismo proletario teorizzato dalle idee dell'internazionale Comunista, che voleva la solidarietà tra i popoli oppressi. Il gruppo si rese responsabile di alcune azioni violente tra il 1983 ed il 1985, in cui le Cellule Comuniste attaccarono le sedi capitaliste ed industriali del Belgio causando anche la morte di alcuni poliziotti belgi, senza riuscire a creare proselitismo tra la classe operaia belga, scatenando così la dura repressione delle istituzioni belghe, che con numerose operazioni di polizia e di gendarmeria misero fine al gruppo armato tra il 1987 ed il 1988, arrestandone quasi tutti i componenti e rendendolo così inattivo.